# ملكة جمال الأمم
ملكة جمال الأمم (بالإنجليزية: Miss International)‏ وهي مسابقة دولية لملكات جمال دول العالم بدأت منافساتها في سنة 1960، وتعد من أكبر 4 مسابقات لاختيار أجمل النساء مع مسابقة ملكة جمال العالم وملكة جمال الكون وملكة جمال الأرض، يقع المقر الرئيسي لرئاسة هذه المسابقة في مدينة طوكيو في اليابان وٱخر من فاز بهذه الجائزة هي المتسابقة الفنزويلية أندريا روبيو في 2023.

## وصلات خارجية
- الموقع الرسمي